# Selle argentin
Le Selle argentin (espagnol : Silla argentino) est un stud-book de chevaux de sport, géré en Argentine. Très semblables aux autres warmbloods, les Selle argentins sont essentiellement diffusés en Amérique du Sud.

## Histoire
Cette race est également nommée « Anglo-argentino ». 
Son origine remonte à 1806, lorsqu'un premier étalon Pur-sang est introduit en Argentine. En 1898, l'armée d'Argentine reçoit l'ordre de sélectionner et d'élever un cheval apte à transporter ses régiments. L'élevage s'organisa alors sur la base de croisements entre des juments locales descendantes des montures des conquistadors, de race Criollo, et des Pur-sangs. Le résultat de ces croisements est un cheval sportif qui reçoit officiellement le nom de Silla argentino (Selle argentin) en 1924. L'élevage produit deux types de chevaux distincts, l'un plutôt rustique et porteur et destiné à être monté par les troupes ordinaires (la remonta argentino), et le deuxième plus fin, plus léger, plus élégant et plus proche du Pur-sang, pour les officiers.
Comme pour la plupart des chevaux de l'armée, la mécanisation a raison des effectifs de la race. Les chevaux sont progressivement remplacés par des chars. La race du Silla argentino est sauvée par la demande de chevaux performants pour le sport international. Deux haras se lancent dans ce nouveau programme d'élevage : le Haras Lavalle et le Haras Pringle. Leurs milliers d'hectares de prairie et leur situation proche de Buenos Aires sont idéaux pour l’élevage de chevaux de sport.
Le Colonel de la cavalerie Edwin Day, responsable du programme d'élevage, se rend régulièrement en Europe pour trouver des chevaux reproducteurs de qualité. Il commence ses prospections en Irlande, en Allemagne, et finit en France, avant de rapatrier les montures trouvées vers l’Argentine. Le cheptel de base du Silla argentino se compose ainsi de 28 juments de race Hunter irlandais et Trait irlandais, de 3 étalons et 9 juments de race Hanovrien, de 3 étalons et 7 juments Holsteiner, d'un étalon et de 5 juments Selle français. Il complète ce cheptel avec les Criollos sur place, préférant les juments typées Pur-sang parmi les demi-sangs rescapés de l’élevage des sillas. Ces juments sont trop grandes pour le polo, mais possèdent les qualités du cheval de polo. Le reste du cheptel est composé d'étalons Pur-sang gagnants en courses classiques, et de chevaux Selle français d’origine argentine, ce qui fait en tout 300 juments et 10 étalons.
Une sélection très stricte a lieu sur cette base d’élevage. Sur 80 pouliches, 10 à 12 satisfont les éleveurs et le standard. Après 30 ans de sélections, il ne reste que 3 lignées : Holsteiner, Hanovrien et Selle français.
Le stud-book de la race est tenu par la « Asociacion Argentina de Fomento Equino », qui enregistre tous les Silla argentino. Les autres chevaux de selle issus des élevages militaires portent le mot « Remonta » devant leur nom. Les chevaux élevés par les militaires permettent à l’armée d’élever des chevaux de grand sport, et de soutenir les éleveurs particuliers en proposant les services de leurs étalons et juments.

## Description
Le Silla argentino toise environ 1,70 m. Il est tout à fait comparable aux chevaux de sport européens. Les robes bai, alezan et rouan sont représentées. 
Les éleveurs font régulièrement appel à des reproducteurs Selle français.

## Utilisations

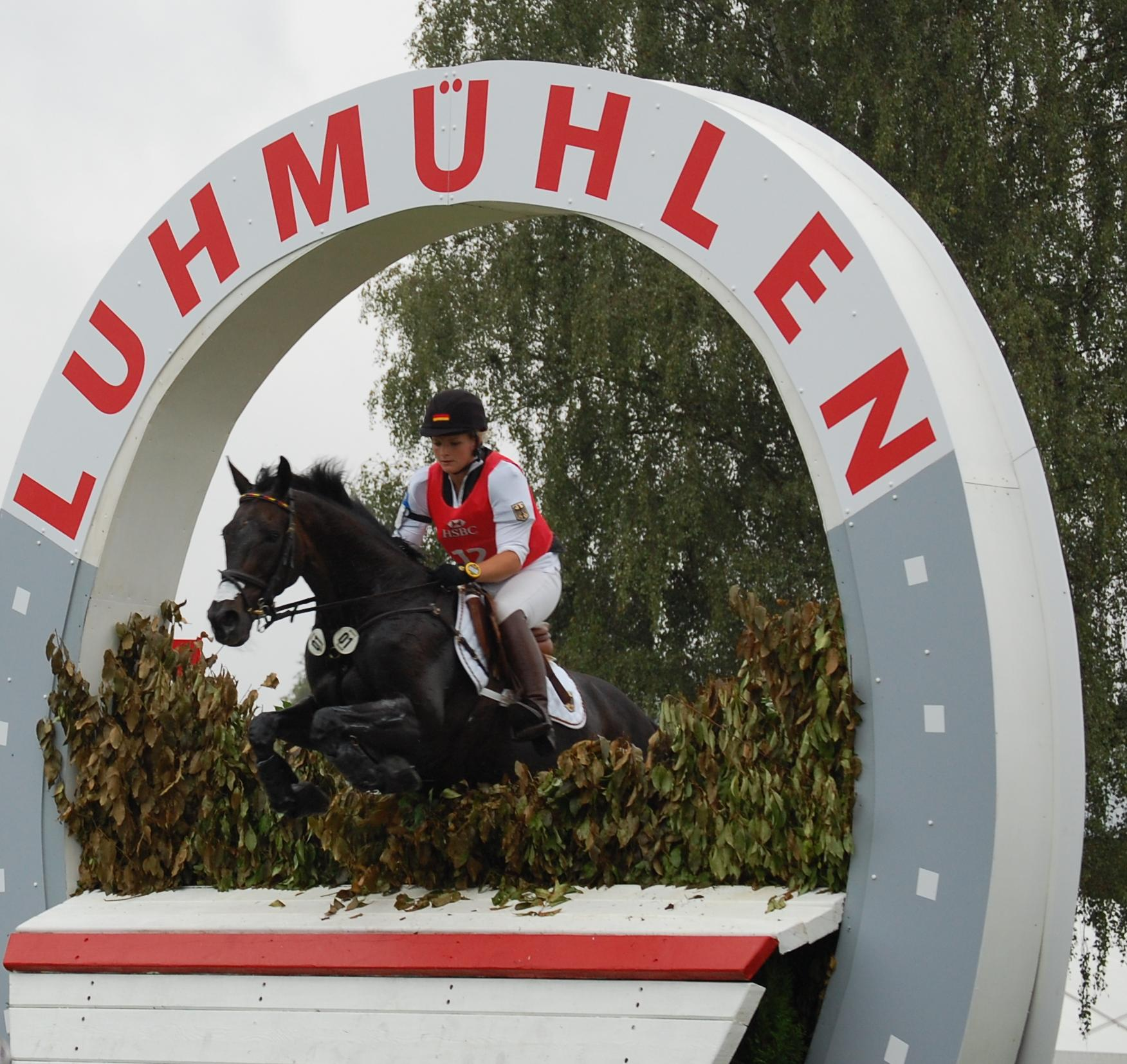
After the Battle, Selle argentin, monté par Julia Krajewsk sur un cross à Luhmühlen en 2011.

Le stud-book est destiné au saut d'obstacles à environ 80 %, les autres chevaux étant présents notamment en concours complet d'équitation.

## Diffusion de l'élevage
Le stud-book Silla argentino est essentiellement diffusé en Amérique latine, mais il cherche à se faire connaître en Europe, et surtout en Chine. 
L'ouvrage Equine Science (4e édition de 2012) le classe parmi les races de chevaux de selle peu connues au niveau international.